# ملعب كافتانزوغليو
ملعب كافتانزوغيليو هو ملعب كرة قدم يقع في مدينة سالونيك اليونانية . يسع الملعب لجلوس 27,770 متفرج . تم افتتاح الملعب في سنة 1960 ثم تم تجديده في 2004 لاستضافة منافسات كرة القدم في الألعاب الأولمبية الصيفية 2004. استضاف الملعب أيضاً ألعاب البحر الأبيض المتوسط 1991 ومنافسات الاتحاد الدولي لألعاب القوى ونهائي ألعاب القوى العالمي 2009.